# Dicée quadricolore
Dicaeum quadricolor
Espèce
Statut de conservation UICN

 CR B1ab(i,ii,iii,iv,v);C2a(i) : 
En danger critique
Le Dicée quadricolore (Dicaeum quadricolor) est une espèce de passereaux de la famille des Dicaeidae.

## Répartition
Cette espèce est endémique des forêts pluviales de Negros et Panay, aux Philippines, elle ne se rencontre que sur l'île de Cebu.
C'est un oiseau en danger critique d'extinction. On craignait qu'il ait disparu au début du XXe siècle après la destruction de la plupart des forêts de l'île, mais il a été redécouvert en 1992 dans une petite parcelle de forêt une zone protégée du centre de Cebu et a depuis été trouvé dans trois autres sites, à savoir la forêt Nug-as d'Alcoy, Mount Lantoy d'Argao et les forêts de Dalaguete. D'autres sites possibles pour cette espèce sont à Malabuyoc. La population actuelle est estimée entre 85 et 105 individus.